# Dukađinsko gorje
Dukađinsko gorje je planinski kraj na sjeveru Albanije. Nalazi se u Skadarskom distriktu. Pripada planinskom lancu Prokletija, najjužnijem dijelu Dinarskog gorja.
Albansko ime Dukagjini u pučkoj etimologiji tumači se da dolazi od riječi duka (knez, vojvoda) i Gjin (Ivan) - "knez (vojvoda) Ivan". Lokalci kraj nazivaju Malësia e Vogël. Još jedno ime je Pleme šest zastava (Fis i gjasht bajrakvet). Treće ime je Shala-Shoshi, izvedeno od dvaju središta, Shale i Shoshija.
Prostire se južno i istočno od gorja Velike Malesije (alb. Malësia e Madhe), koje pripada porječju Drima. Etnografski se naziva Dukagjin (alb. Malësia e Dukagjinit).
Dukađinsko gorje obuhvaća oko 814 četvornih kilometara trokutastog područja, čiji su kutovi Jezerski vrh na sjeveru, planina Maranaj (najviši vrh 1576 m) na jugozapadi te umjetno Komansko jezero na jugoistoku. Važnija planina je Biga e Gimajve (najviši vrh 2231 m) na granici Velike Malesije. Najvažnije doline su Kirska i Shaljska, pod kojima teče Leshnica koja utječe u Komansko jezero.
U Dukađinskom gorju su 32 sela s oko 5870 stanovnika (popis 2011.), koja su do 2015. obuhvaćale ove općine: Shala, Shosh, Pult, Shllak i Temal. Ovdje pripada i selo Theth.
U Zakoniku Leke Dukagjinija (Kanun) Dukađinsko gorje označeno je kao područje plemena Shala, Shoshi, Nikaj, Dushamani i Merturi. Albanski Zakonik ima nekoliko svojih inačica, Skenderbegovih zakonik (alb. Kanuni i Skënderbeut), Arberijski zakonik (alb. Kanun i Arbërisë), Laberijski zakonik (Kanuni i Labërisë) i Zakonik Velike Malesije (alb. Kanuni i Malësisë së Madhe), kraja susjednog Dukađinskom gorju.
Zbog sličnih imena dvaju različitih područja događaju se brkanja pojmova. Na zapadnom Kosovu to je Metohija (alb. Rrafsh i Dukagjinit). U povijesti je u Albaniji postojala Dukađinska Kneževina i Dukađinski sandžak, koji su se prostirali u gorju južno od Prokletija i Drima.